# Wawea
Wawea — рід грибів родини Arctomiaceae. Назва вперше опублікована 1985 року.

## Класифікація
До роду Wawea відносять 1 вид:
- Wawea fruticulosa